# Eliel Soisalon-Soininen
Eliel Soisalon-Soininen (né Johan Mårten Eliel Johnsson, le 26 mai 1856 à Pielisjärvi - mort le 6 février 1905 à Helsinki) est conseiller d'État et procureur du Grand-Duché de Finlande.

## Biographie
Soisalon-Soininen est élève du lycée de Kuopio et obtient son baccalauréat le 5 juin 1875. En 1879, il obtient son diplôme en droit, entre à la cour d'appel de Vyborg en 1879 et en 1882, il est nommé Varatuomari.
À partir de 1898, il est juge au tribunal d'Äyräpää. En 1900, il est sénateur au département juridique puis de 1901 à 1905 il est procureur. 
Le 6 février 1905, il est victime d'un assassinat politique lorsque Lennart Hohenthal (fi) l'assassine dans son appartement de Bulevardi.

## L'assassinat
Vers onze heures et demie du matin, un grand jeune homme, Lennart Hohenthal, arrive en costume d’officier à l'adresse Bulevardi 12 de l’appartement d'Eliel Soisalon-Soininen.
Lennart Hohenthal sonne à la porte et un gendarme vient ouvrir la porte. Lennart Hohenthal lui tend une carte de visite sur laquelle figure «Alexandre De Gadd, lieutenant de la Garde, Saint-Pétersbourg» et lui demande de parler au procureur. Lennart Hohenthal est dirigé vers le bureau du procureur.
Lorsque Soisalon-Soininen arrive dans la pièce par la porte opposée, Lennart Hohenthal sort un pistolet et tire un total de huit coups de feu sur Soisalon-Soininen. Deux d'entre eux frappent la poitrine et l'estomac du procureur qui tombe au sol. Le gendarme et Lennart Hohenthal commencent à échanger des tirs. Le fils du procureur, Juhani, âgé de 17 ans, venu sur les lieux, commence aussi à tirer sur Lennart Hohenthal qui a tiré sur le garçon. 
Lennart Hohenthal qui a reçu quelques tirs relativement inoffensifs est emmené à l'hôpital sous stricte surveillance,,.

## Contexte
La mission du procureur est difficile et désagréable à l'époque. Le procureur est alors, après le gouverneur général, le plus haut superviseur administratif du pays. L'empereur de Russie nomme et relève le procureur de ses fonctions, ce qui rend l'efficacité du procureur dépendante de la volonté de l'empereur et du gouverneur général. La tradition administrative russe absolutiste et centrée sur l'empereur limite ainsi la capacité du procureur à agir en tant que gardien constitutionnel de la Finlande, qui se considére comme un Grand-Duché constitutionnel.
La politique de Russification de la Finlande suscite de vives réactions parmi les Finlandais. Le procureur, «le gardien suprême de la loi», s'est donc retrouvé détesté. Contrairement à de nombreux sénateurs et fonctionnaires qui ont démissionné en masse, Soisalon-Soininen est resté en fonction et a assumé ses responsabilités. Il estime qu'il est important de maintenir le dialogue avec les Russes.
À la suite du décès du procureur Werner Woldemar Söderhjelm en 1900, le poste est resté longtemps vacant. Le gouverneur général de Finlande, Nikolaï Bobrikov, propose le poste à Soisalon-Soinen, qui commence par refuser. Cependant, Nikolaï Bobrikov laisse entendre qu'il abolira le bureau du procureur et organisera les choses d'une manière différente à moins que Soisalon-Soininen (alors Johnsson) ne prenne ses fonctions. 
Finalement, Soisalon-Soininen accepte ce poste difficile, pensant que le procureur finlandais aurait l'occasion de présenter sa position sur les décisions venant de Saint-Pétersbourg et éventuellement d'atténuer les changements en cours dans le pays.
Soisalon-Soininen passe souvent du temps avec Bobrikov à debattre et à se disputer. Il pense qu'un comportement courtois peut gagner beaucoup plus du camp ennemi qu'une hostilité directe. 
Kustavi Kaila écrit: « Soisalon-Soininen a jugé nécessaire d'essayer de se plier aux demandes des Russes pour protéger les intérêts les plus importants du pays. »
Les conflits entre le procureur et le gouverneur général, survenus pendant les périodes de russification de la fin de l'autonomie ont accéléré la russification des fonctions. Les procureurs qui exigeaient le respect des constitutions furent contraints de démissionner les uns après les autres jusqu'à ce que finalement, en janvier 1911, un sénateur pro-russe, Alexei Hosiainoff, soit nommé au poste. Le mandat des procureurs russes dura jusqu'en 1917.